# Ignasi Armengou i Torra
Ignasi Armengou i Torra (Manresa, 10 d'abril de 1895 – Buenos Aires, 7 de gener de 1954) fou un advocat i promotor cultural català.

## Biografia
Ànima de les revistes Cenacle i Ciutat, conjuntament amb Fidel Riu. A Manresa fundà el setmanari nacionalista Jovent (1918). Dirigí el diari El Pla de Bages. Col·laborà a la revista Ciutat de Manresa i al setmanari barceloní Mirador. També va promoure una secció en català a l'edició del vespre del diari La Publicidad.
Estudià Dret i després s'establí a Barcelona. S'afilià a la Unió Socialista de Catalunya. Feu molts articles a l'òrgan d'aquest partit, Justícia Social, sota el pseudònim de Màrius Vidal.
El 1925 fundà les Edicions Diana on publica les primeres obres de Josep Pla i d'altres escriptors rellevants. El 1930 se'n va a Madrid, on ocupa la secretaria de la Cámara Oficial Hotelera. El juny del 1932 fou nomenat director de l'Oficina de Turisme de Catalunya.
A l'inici de la Guerra Civil, s'exilià a París i el 1938 marxà cap a Buenos Aires, on es relacionà amb el Casal de Catalunya. Fou gerent d'Iberamer, distribuïdora de llibres d'Amèrica del Sud. A la capital argentina inventà l'eslògan "el libro y la flor" durant la Diada del Llibre.